# 창문여자고등학교
창문여자고등학교(昌文女子高等學校)는 대한민국의 서울특별시 강북구 미아동에 있는 사립 고등학교이다.

## 학교 연혁
- 1972년 3월 : 김귀년 선생 학교법인 오산학원 창립
- 1972년 5월 : 학교법인 오산학원 설립 인가, 초대 이사장 김문현 선생 취임
- 1973년 3월 : 창문여자중학교 개교
- 1975년 3월 : 창문여자고등학교 개교, 초대 교장 김창현 선생 취임
- 1980년 2월 : 진수당 낙성
- 1981년 7월 : 도서관 개관
- 1981년 10월 : 강당 겸 체육관 기영관 낙성
- 1989년 12월 : 별관 명신재 낙성
- 1999년 3월 : 예법실 태화산방 낙성
- 2002년 3월 : 강린당 낙성
- 2003년 12월 : 제2목석거 낙성
- 2004년 6월 : 제3대 이사장 이명자 선생 취임
- 2011년 3월 : 천보실, 경당서실(기숙사) 및 전통 한옥(사안당) 개관
- 2022년 3월 : 제7대 교장 배윤근 선생 취임

## 참고 자료
- 창문여자고등학교 - 한국교육학술정보원 학교알리미